# آنوبیاس هتروفیلا
آنوبیاس هتروفیلا (Anubias heterophylla)، گونه ای متعلق به گل‌شیپوریان از جنس آنوبیاس است که اولین بار توسط آدولف انگلر در سال ۱۸۷۹ به صورت علمی توصیف شد 

## توزیع
کامرون، گینه استوایی، گابن، جمهوری کنگو، جمهوری دموکراتیک کنگو و آنگولا (از جمله استان کابیندا). 

## توضیحات
آنوبیاس هتروفیلا دارای تیغه های برگ که می تواند تا ۳۸ سانتیمتر طول و ۱۳ سانتیمتر طول داشته باشد، است. از نظر شکل نسبتاً متغیر هستند و از بیضی تا نیزه ای شکل متغیرند. ساقه های برگ به طور کلی بلندتر از تیغه و تا ۶۶ سانتیمتر طول میباشد. برگها روی یک ریزوم خزنده و ریشه دار بین ۵ تا ۱۷ میلیمتر قطر دارند قرار می گیرند. قسمت فوقانی گل‌آذین قاشقی (اسپات) با گلهای نر پوشیده شده است که ۴ تا ۶ پرچم آن به صورت سینادریا در هم آمیخته شده اند و در طرفین آن کاسه قرار دارد. قسمت پایین گل‌آذین قاشقی پوشیده از گلهای ماده است که به تخمدان و کلاله محدود شده است. 

## اکولوژی
این گیاه در زمین های صخره ای در لبه رودخانه ها و در کناره های مرطوب آنها رشد می کند. از ماه جولای تا ژانویه گل می دهد و از ماه جولای تا مارس میوه می دهد. 

## کاشت
استفاده از این گیاه کند رشد در آکواریوم‌های بزرگ و پالوداریوم‌ها توصیه می‌شود، جایی که تکثیر از طریق تقسیم ریزوم روش عمومی است.  این گیاه زمانی رشد خوبی خواهد داشت که تا حدی در زیر آب باشد و اطراف آن توسط گیاهان دیگری شلوغ نشود. محدوده دمایی بین ۲۴ تا ۲۷ سانتیگراد را ترجیح می دهد. با تقسیم ریزوم می توان آن را تکثیر کرد. گیاهان کوچکتر را می توان به راحتی و با موفقیت در آکواریوم کاشت. 

## مراجع
1. ↑  Ghogue, J.-P. (2010). "Anubias heterophylla". IUCN Red List of Threatened Species. IUCN. 2010: e.T185527A8429281. doi:10.2305/IUCN.UK.2010-3.RLTS.T185527A8429281.en. Retrieved 29 May 2023.
2. 1 2  Crusio, W. (1979). "A revision of Anubias Schott (Araceae). (Primitiae Africanae XII)". Mededelingen Landbouwhogeschool Wageningen. 79 (14): 1–48. Retrieved 2014-11-07.
3. ↑  Crusio WE (1987). "Die Gattung Anubias SCHOTT (Araceae)". Aqua Planta. Sonderheft (1): 1–44.
4. ↑  Ansink, J. (September 1977). "Een Anubias geschikt voor het aquarium en het paludarium" [An Anubias suited for the aquarium and paludarium]. Het Aquarium (به هلندی). 48 (3): 68–70.